# Aeroporto Internacional de Tianjin Binhai
O Aeroporto Internacional de Tianjin Binhai é um aeroporto localizado a leste de Tianjin, no distrito de Dongli. É um dos maiores centros de carga da República Popular da China.
O aeroporto funciona como hub para a nova companhia Tianjin Airlines e para a Okay Airways. É também uma cidade foco para a Air China.
Voos internacionais são primariamente operados pela Korean Air e Asiana Airlines para o Aeroporto Internacional de Incheon, All Nippon Airways e Japan Airlines para o Aeroporto Internacional Chubu Centrair.

## Novo terminal e segunda pista
A construção de um novo terminal começou em 2005 e foi concluída no fim de 2007, estando marcada para operação total no fim de 2008. A expansão do aeroporto proverá um grande aumento no terminal de passageiros, o qual será três vezes maior que o atual, de 116.000 m². Quando as três fases da construção estiverem completas, a área total estará acima de 500.000 m², estando apto para movimentar 40 milhões de passageiros por ano. Durante o período do projeto, o sítio do aeroporto aumentará dos atuais 25 km² para 80 km². O aeroporto terá um tamanho parecido com o Aeroporto de Amsterdão Schiphol e terá capacidade de movimentar mais de 500.000 toneladas métricas de carga e 200.000 voos por ano.
A expansão, com um investimento total próximo a 3 bilhões de iuanes (409,5 milhões de dólares), começou em 2005. A pista também foi alargada dos atuais 50 para 75 metros e ampliada de 400 para 3.600 metros. Em maio de 2009, foi concluída a construção da segunda pista.

## Linhas Aéreas e Destinos

### Passageiros
| Companhias              | Destinos |  |
| ----------------------- | --- |  |
| Aero Mongolia           | Ulan Bator                                                                                                  |  |
| AirAsia X               | Kuala Lumpur                                                                                                |  |
| Air China               | Chongqing, Guangzhou, Hong Kong, Seoul-Incheon, Shanghai-Hongqiao, Shenzhen, Taipei-Taoyuan                 |  |
| Asiana Airlines         | Seoul-Incheon                                                                                               |  |
| China Eastern Airlines  | Hangzhou, Shanghai-Hongqiao                                                                                 |  |
| China Southern Airlines | Dalian, Guangzhou, Hohhot, Zhengzhou                                                                        |  |
| China West Air          | Chongqing                                                                                                   |  |
| Deer Jet                | Sanya |  |
| EVA Air                 | Taipei-Taoyuan                                                                                              |  |
| Hainan Airlines         | Guangzhou, Seoul-Incheon, Shanghai-Hongqiao, Shenzhen                                                       |  |
| Hong Kong Airlines      | Hong Kong                                                                                                   |  |
| Japan Airlines          | Nagoya-Centrair                                                                                             |  |
| Juneyao Airlines        | Shanghai-Hongqiao                                                                                           |  |
| Korean Air              | Seoul-Incheon                                                                                               |  |
| Lucky Air               | Chengdu |  |
| Okay Airways            | Changsha, Chengdu, Dalian, Guilin, Haikou, Hangzhou, Harbin, Hefei, Nanjing, Sanya, Taiyuan, Yantai, Zhuhai |  |
| Shandong Airlines       | Hohhot, Qingdao                                                                                             |  |
| Shanghai Airlines       | Sanya, Shanghai-Hongqiao, Shenzhen, Taipei-Taoyuan                                                          |  |
| Shenzhen Airlines       | Harbin, Nanjing, Shenzhen, Zhengzhou                                                                        |  |
| Sichuan Airlines        | Chengdu, Chongqing, Shenyang                                                                                |  |
| Tianjin Airlines        | Dalian, Hohhot, Nanjing, Qingdao, Taiyuan, Xi'an, Yantai                                                    |  |
| Vladivostok Air         | Yekaterinburg                                                                                               |  |
| Xiamen Airlines         | Changsha, Hangzhou, Singapore, Wuhan, Xi'an, Xiamen                                                         |  |

### Carga
| Companhias               | Destinos                                                    |  |
| ------------------------ | ----------------------------------------------------------- |  |
| Airstars                 | Abakan                                                      |  |
| Atlant-Soyuz Airlines    | Bratsk                                                      |  |
| Etihad Crsytal Cargo     | Abu Dhabi                                                   |  |
| Grizodubova Air Company  | Abakan                                                      |  |
| Jade Cargo               |                                                             |  |
| Singapore Airlines Cargo | Anchorage, Los Angeles, Nanjing, Shanghai-Pudong, Singapore |  |
| TransAVIAExport Airlines | Novosibirsk                                                 |  |
| Volga-Dnepr              | Abakan                                                      |  |

## Estatísticas
Em 2009, o aeroporto movimentou 168.103 toneladas métricas de carga e tornou-se o 12º maior da China or este parâmetro. O aeroporto também está entre os de maiores crescimentos do país, registrando um aumento de 24.6% no fluxo de passageiros e de 0.9% no tráfego de cargas em 2009, apesar da crise mundial.
| Movimento   | 2009      | 2008      | 2007      | 2006      | 2005      | 2004      | 2003      | 2002      | 2001    | 2000    |
| ----------- | --------- | --------- | --------- | --------- | --------- | --------- | --------- | --------- | ------- | ------- |
| Passageiros | 5.780.281 | 4.637.299 | 3.860.752 | 2.766.504 | 2.193.914 | 1.705.271 | 1.103.491 | 1.092.121 | 941.178 | 884.448 |
| Carga (TM)  | 168.103   | 166.558   | 125.087   | 96.756    | 80.192    | 70.995    | 48.681    | 41.722    | 36.503  | 44.387  |

## Ver Também
- Anexo:Lista de aeroportos da República Popular da China
- Anexo:Lista de aeroportos mais movimentados da China